# Богдан А601
Богда́н А601.10 — український напівнизькопідлоговий автобус, випущений Луцьким автомобільним заводом.

## Історія моделі

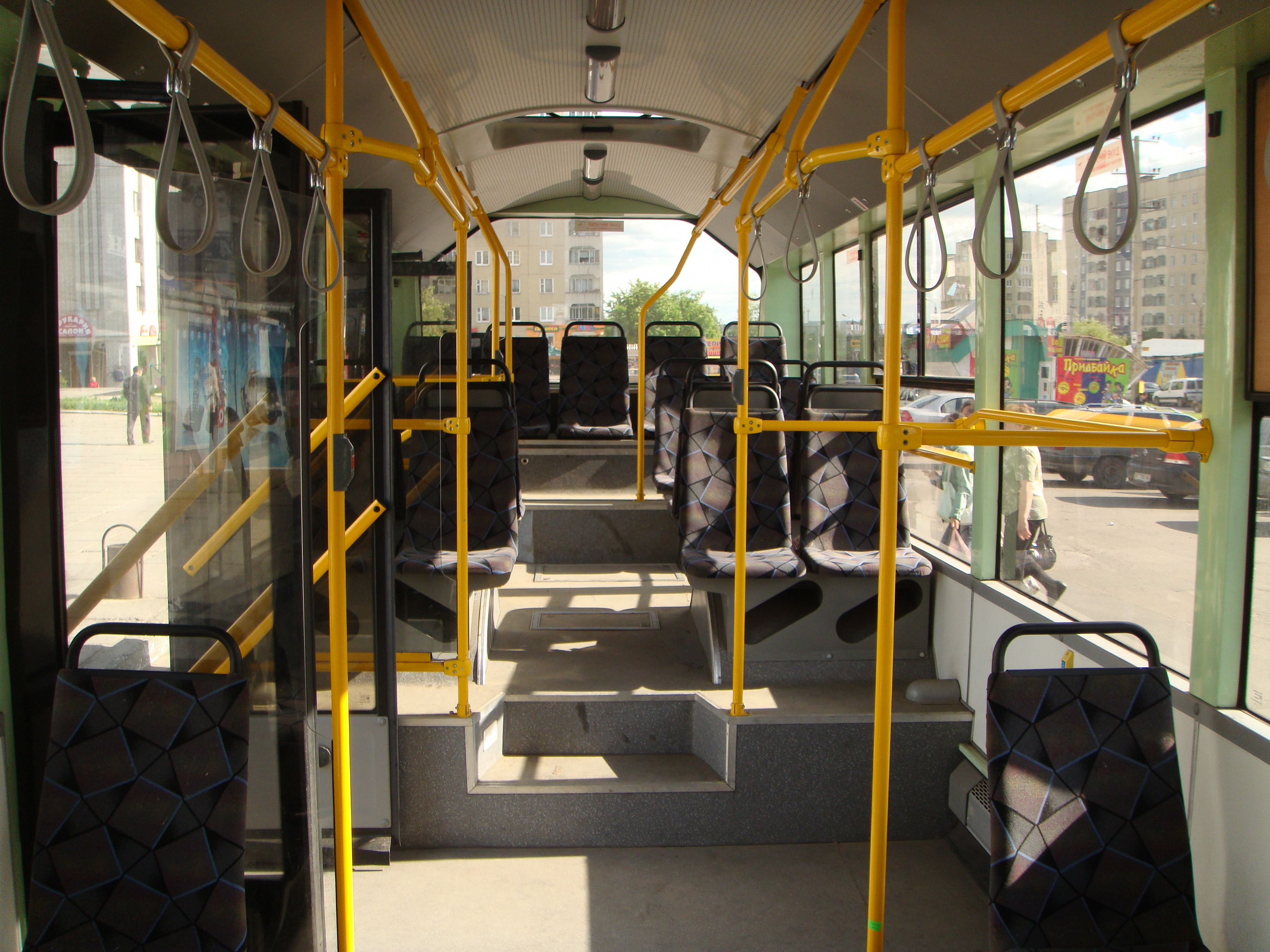
Вигляд салону Богдан А601.10

Перший низькопідлоговий автобус, не враховуючи рідкісного Богдан А231, в лінійці моделей корпорації «Богдан» з'явився відносно пізно - у 2008 році. До цього часу один з основних конкурентів «Богдана» на українському ринку, Львівський автобусний завод, уже виробляв серійно низькопідлогові міські автобуси близько п'яти років. Але якщо ЛАЗ починав свою виробничу програму низькопідлогових автобусів з моделей великого й особливо великого класу, розроблених, в першу чергу, під великі столичні замовлення, першими такими «Богдана» стали автобуси середнього класу: дослідний Богдан-А501 і його серійний наступник Богдан-А601.
Перший дослідний екземпляр автобуса, який одержав індекс "А501" побачив світло в кінці 2007 року. Дослідний автобус А501 мав вкрай невдале планування: чотири вузькі одностулкові двері, що виключало можливість посадки інвалідів на візках та пасажирів з дитячими візками.
Недоліки дослідного Богдан-А501 були враховані в серійному автобусі А601. Ці машини мають трохи більші габарити - довжина була збільшена з 10 до 10,6 метрів, також була збільшена ширина кузова. Перший примірник автобуса Богдан-А601 побачив світ у серпні 2008 року, а вже до початку 2009 року модель була готова до серійного виробництва. Але внаслідок економічної кризи, що почалася восени 2008 року, великі комерційні перевізники, які були потенційними замовниками нової моделі автобуса, виявилися не в змозі оновлювати свій автопарк.
Обсяги продажів автобусів Богдан-А601 в 2008-2010 роках були скромними. За цей період було реалізовано лише 8 машин: п'ять - Львівському АТП-14630 і ще три - польським перевізникам. У квітні 2011 року один автобус був придбаний компанією Swissport для обслуговування аеропорту «Київ-Жуляни». Одночасно був укладений контракт з харківською комерційною структурою АМК «Сервіс» на поставку великої партії автобусів Богдан-А601.10, що підтвердило конкурентноздатність моделі на вітчизняному ринку.

## Технічний опис
Богдан-А601 - міський напівнизькопідлоговий автобус з несучим кузовом вагонної компоновки. Автобус оснащений дизельним двигуном ISUZU 6HE1-TC з турбонаддувом і інтеркулером об'ємом 7,127 л, потужністю 230 к.с. (169 кВт), а також семиступінчастою механічною коробкою передач ISUZU MLD7Q. Підвіска передніх коліс - незалежна пневматична, задніх - залежна, пневматична. Гальмівна система-двоконтурна, з пневматичним приводом і ABS.
Передня частина салону з низькою підлогою; таким чином, висота підлоги навпроти передньої і середньої дверей становить всього 350 мм. У той же час більшість сидінь в салоні розташовані на подіумах. Навпроти середніх дверей створений великий накопичувальний майданчик. Великі лобове та бокові скла забезпечують прекрасний огляд як для водія, так і для пасажирів. Вентиляція салону здійснюється через широкі кватирки і два люка на дасі; передбачена також можливість установки кондиціонера. Про шлях прямування автобуса пасажирів сповіщає світлодіодне маршрутне табло. Загальна місткість досягає 99 чоловік.

## Конкуренти
- БАЗ А11110
- CityLAZ-10LE